# Pierre Maleden
Pierre Maleden   (Llemotges, agost 1800 - 1r districte de París, 31 de gener de 1871) fou un professor de música francès.
Fou deixeble de Fétis a París, i després de Gottfried Weber a Darmstadt, i el 1841 fundà una escola de música a París i introduí molts progressos en l'ensenyament.
Se li deu: Introduction d'une revue des études et de l'enseignement musical (Llemotges,, 1841), Les sept des rendues faciles (París, 1843), i Du contrepoint et de son enseignement (París, 1814).
Va ser, entre d'altres, el mestre de Camille Saint-Saëns, Louis Moreau Gottschalk, Édouard Broustet i Gustave Lefèvre.
És, després de Catel, Reicha i Fétis una figura important de la teoria de la música.